# TRAPPIST-1e
TRAPPIST-1e, або інша її назва 2MASS J23062928-0502285e, є екзопланетою, ймовірно скелястою, що обертається в межах життєвої зони навколо ультрахолодної карликової зірки TRAPPIST-1, що знаходиться за  40 світлових років (12,1 парсек або майже 3,7336 × 1014 км ) від Землі в сузір'ї Водолія. Trappist-1e є четвертою планетою у зоряній системі Trappist-1, що складається із 7 планет.

## Планета в межах зоряної системи TRAPPIST-1
TRAPPIST-1e знаходиться в системі TRAPPIST-1, що знаходиться в сузір'ї Водолія. TRAPPIST-1e є четвертою планетою із семи планет даної системи. Планета була знайдена космічним телескопом Спітцер за допомогою транзитного методу. Ймовірно, планета завдяки силі тяжіння зірки піддається синхронному обертанню, а тому завжди повернена до неї однією частиною (денний бік), а інша завжди перебуває в тіні (нічний бік). Тому нагрівання планети TRAPPIST-1e не однакове, а між двома зонами в районі термінатора планети встановлюються середні значення температури. Хоча цілком можливо, що планета не була припливно захоплена через взаємозв'язок поверхні з атмосферою. TRAPPIST-1e обертається навколо власної зірки за 6,1 діб і знаходиться на відстані 1388751,308 км від неї.

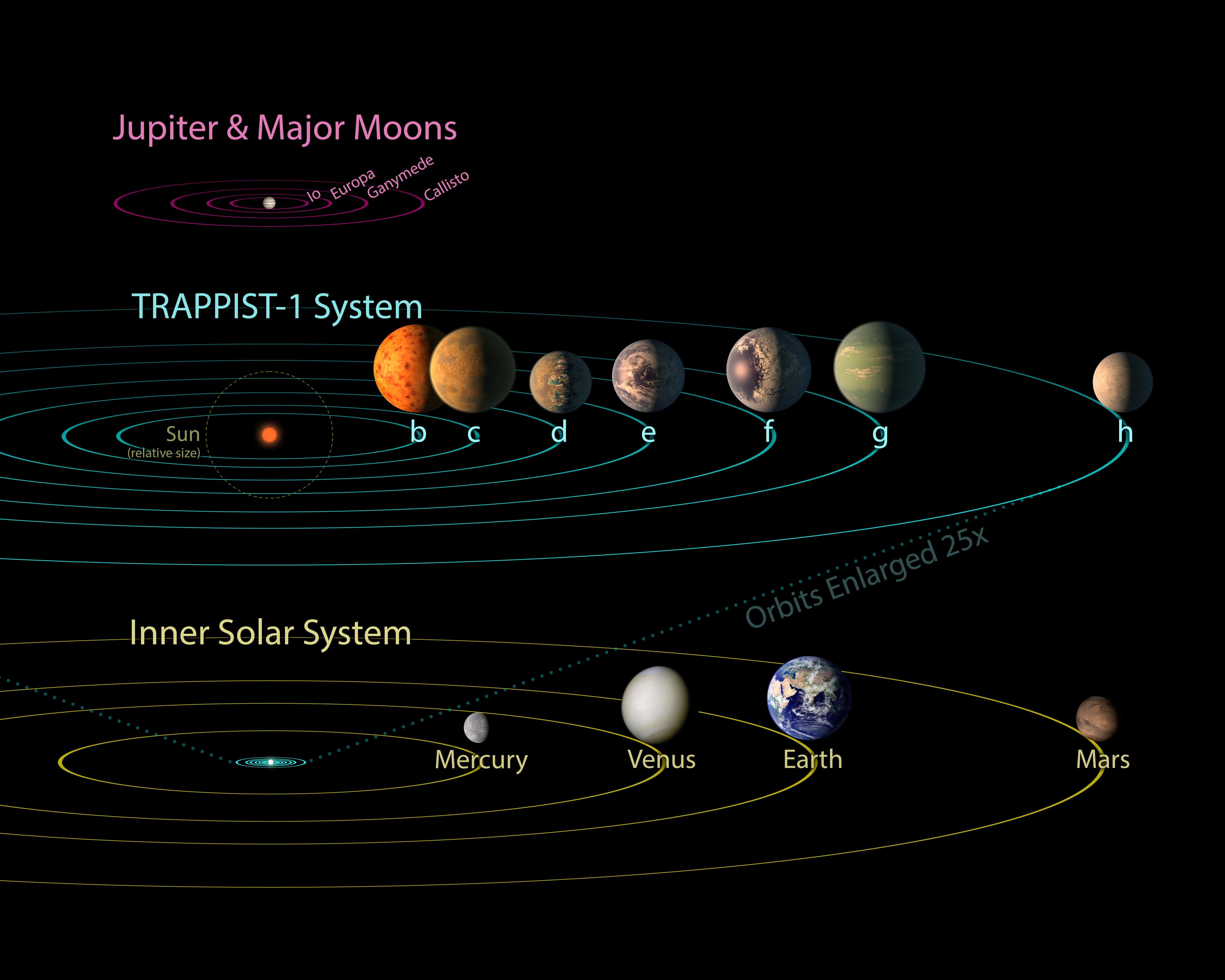
Порівняння розмірів зіркових систем TRAPPIST-1 та Сонячної системи (а також системи супутників Юпітера) за віддаленістю планет від власних зірок (чи Юпітера)

## Характеристики планети
Trappist-1 e - планета, що подібна до Землі, з радіусом 0,92 земного. Маса планети складає 0,62 маси Землі, тож вона має дещо меншу густину, ніж земна, 4,39 г/см3, і силу тяжіння - близько 7,22 м/с² (приблизно 74% від земної). Її розрахункова середня температура становить 251,3 К або (-22 ° С).
Через ці властивості припускається, що Trappist-1е може бути океанічним світом.